# The Best of Kylie Minogue
The Best of Kylie Minogue je album z največjimi uspešnicami avstralske glasbenice Kylie Minogue. Založba EMI ga je izdala 1. junija 2012 v sklopu proslavitve petindvajsetih let pevkine kariere. To je njena tretja večja kompilacija, po Greatest Hits (1992) in Ultimate Kylie (2004). Izdali so tudi posebno različico albuma, ki je vključevala DVD-je z videospoti.
Ob izidu je večina glasbenih kritikov kompilaciji dodelila pozitivne ocene, predvsem zaradi njenih nazadnje izdanih uspešnic, nekaj pa jih je kritiziralo njeno odločitev, da na album ni vključila svojih prvih singlov. Album je zasedel enajsto mesto na britanski glasbeni lestvici, prvih štirideset mest pa je zasedel tudi na češki, irski, škotski in španski lestvici.

## Ozadje
Po podatkih, podanih na tiskovni konferenci ob izidu albuma The Best of Kylie Minogue, so pesmi za kompilacijo izbrali »oboževalci preko obsežne trgovske raziskave, ki jo je založba EMI izvedla pozno lani.«

## Naslovnica
Naslovnica za album The Best of Kylie Minogue je sestavljena iz brošk z motivi singlov. Vključuje dve fotografiji iz dveh videospotov (za pesmi »Spinning Around« in »Confide in Me«). Zadnji del uradne škatle s CD-jem vključuje logotipe uspešnic, vključenih na kompilacijo. V brošuri albuma so tudi naslovnice za vsak singl posebej. Za različico, izdano preko iTunesa, so ustvarili drugo naslovnico - ta je vključevala sicer enako naslovnico, a z rožnatim besedilom in obrobo.

## Sprejem

### Sprejem kritikov
Album The Best of Kylie Minogue je s strani glasbenih kritikov prejel v glavnem pozitivne ocene. Spletna stran Metacritic mu je dodelila 75 točk od 100, kar pomeni, da so bile »ocene v glavnem dobre«. Barry Walters iz revije Rolling Stone je kompilaciji dodelil štiri zvezdice od petih in dodal, da »ob igranju zasledimo mešanje mednarodnega klubskega stila skozi zgodovino - od njene uspešnice, primerne za aerobiko, 'The Loco-Motion', iz leta 1988, do njene bolj izzivalne pesmi, ki jo je navdihnila francoska house glasba, 'Get Outta My Way,' iz leta 2010.« Novinar spletne strani AllMusic, Tim Sendra, je albumu dodelil štiri zvezdice in pol od petih in v zaključku ocene napisal: »Ta zbirka je dokaz, da je Kylie po vsej verjetnosti najboljša pop pevka svoje dobe, kar pa je še pomembnejše, je dejstvo, da nas zabava od začetka do konca.« Novinar revije OK! je kompilacijo označil za »[e]nkratno« in napisal: »Kylie je skupaj zbrala nekaj svojih najboljših del.«
Po drugi strani pa je novinar revije Idolator, Robbie Daw, je napisal, da »čeprav smo upali na nekaj več kot le zbirko singlov iz njene celotne diskografije, se bomo morali zadovoljiti s kompilacijo The Best Of Kylie Minogue z enaindvajsetimi pesmimi.« Novinar revije Q je album pohvalil, a hkrati dodal še: »Malce zašifrirana, malce sirenska je čudaška moč Minogueove še bolj poudarjena: ni nam vedno jasno, kaj počne, a to počne brilijantno.« Tudi novinar spletne strani PopMatters je kompilacijo pohvalil, a zraven napisal: »Če so pred nekaj meseci zagrešili kakšen zločin proti popu, so na The Best of Kylie Minogue odrešilni dokazi, ki lahko jamčijo za popolno osvoboditev.« V zaključku je albumu dodelil mešano oceno: »Kljub zavajajočemu naslovu, zbeganemu zaporedju pesmi in občasnim im brezveznostim nam album The Best ponuja veliko mojstrstva v popolnem popu.«

### Dosežki na lestvicah
Album The Best of Kylie Minogue je debitiral na enajstem mestu britanske glasbene lestvice, saj so že v prvem tednu prodali 9.703 izvodov kompilacije. Kakorkoli že, že tri tedne kasneje se album ni več uvrstil med prvih štirideset na lestvici, saj je tam zasedel le sedeminštirideseto mesto. Nazadnje je kompilacija na lestvici zasedla le sedemindevetdeseto mesto, kjer je ostala še štiri tedne. Zasedla je tudi eno od prvih štirideset mest na škotski, irski, češki in španski lestvici. Na ameriški lestvici plesnih in elektronskih albumov je album debitiral na trinajstem mestu, vendar je že naslednji teden zasedel le triindvajseto mesto, teden dni kasneje pa se na lestvico sploh ni več uvrstil.

## Seznam pesmi
| Št. | Naslov                                                      | Pisec                                                                           | Producent(i)                                        | Dolžina |
| --- | ----------------------------------------------------------- | ------------------------------------------------------------------------------- | --------------------------------------------------- | ------- |
| 1.  | „Can't Get You Out of My Head‟ (z albuma Fever, 2001)       | Cathy Dennis, Rob Davis                                                         | Dennis, Davis                                       | 3:49    |
| 2.  | „Spinning Around‟ (z Light Years)                           | Ira Shickman, Osborne Bingham, Kara DioGuardi, Paula Abdul                      | Mike Spencer                                        | 3:27    |
| 3.  | „I Should Be So Lucky‟ (s Kylie, 1988)                      | Mike Stock, Matt Aitken, Pete Waterman                                          | Stock Aitken Waterman                               | 3:24    |
| 4.  | „Love at First Sight‟ (s Fever, 2001)                       | Kylie Minogue, Richard Stannard, Julian Gallagher, Ash Howes, Martin Harrington | Stannard, Gallagher                                 | 3:57    |
| 5.  | „In Your Eyes‟ (from Fever, 2001)                           | Minogue, Stannard, Gallagher, Howes                                             | Stannard, Gallagher                                 | 3:18    |
| 6.  | „Kids‟ (z Robbiejem Williamsom) (z Light Years, 2000)       | Robbie Williams, Guy Chambers                                                   | Chambers, Steve Power                               | 4:18    |
| 7.  | „Better the Devil You Know‟ (z Rhythm of Love, 1990)        | Stock, Aitken, Waterman                                                         | Stock Aitken Waterman                               | 3:54    |
| 8.  | „All the Lovers‟ (z Aphrodite, 2010)                        | Jim Eliot, Mima Stilwell                                                        | Eliot, Stuart Price (dodatno)                       | 3:20    |
| 9.  | „Give Me Just a Little More Time‟ (z Let's Get to It, 1991) | Edythe Wayne, Ron Dunbar                                                        | Stock, Waterman                                     | 3:06    |
| 10. | „Celebration‟ (z Greatest Hits, 1992)                       | Ronald Bell, James Taylor                                                       | Phil Harding, Ian Curnow                            | 3:58    |
| 11. | „Slow‟ (z Body Language, 2003)                              | Minogue, Dan Carey, Emilíana Torrini                                            | Sunnyroads                                          | 3:13    |
| 12. | „Red Blooded Woman‟ (z Body Language, 2003)                 | Johnny Douglas, Karen Poole                                                     | Douglas                                             | 4:22    |
| 13. | „I Believe in You‟ (z Ultimate Kylie, 2004)                 | Minogue, Jake Shears, Babydaddy                                                 | Shears, Babydaddy                                   | 3:19    |
| 14. | „On a Night Like This‟ (z Light Years, 2000)                | Steve Torch, Graham Stack, Mark Taylor, Brian Rawling                           | Stack, Taylor                                       | 3:31    |
| 15. | „Confide in Me‟ (s Kylie Minogue, 1994)                     | Steve Anderson, Dave Seaman, Owain Barton                                       | Brothers in Rhythm                                  | 4:26    |
| 16. | „Get Outta My Way‟ (z Aphrodite, 2010)                      | Lucas Secon, Damon Sharpe, Peter Wallevik, Daniel Davidsen, Mich Hansen         | Cutfather, Wallevik, Davidsen, Sharpe, Secon, Price | 3:39    |
| 17. | „The Loco-Motion‟ (remix) (s Kylie, 1988)                   | Gerry Goffin, Carole King                                                       | Stock Aitken Waterman                               | 3:13    |
| 18. | „Tears on My Pillow‟ (z Enjoy Yourself, 1989)               | Sylvester Bradford, Al Lewis                                                    | Stock Aitken Waterman                               | 2:30    |
| 19. | „Wow‟ (z X, 2007)                                           | Minogue, Poole, Greg Kurstin                                                    | Kurstin                                             | 3:12    |
| 20. | „In My Arms‟ (z X, 2007)                                    | Minogue, Calvin Harris, Stannard, Paul Harris, Julian Peake                     | Harris, Stannard                                    | 3:31    |
| 21. | „Never Too Late‟ (z Enjoy Yourself, 1989)                   | Stock, Aitken, Waterman                                                         | Stock Aitken Waterman                               | 3:22    |

| Japonska verzija z dodatno pesmijo | Japonska verzija z dodatno pesmijo         | Japonska verzija z dodatno pesmijo | Japonska verzija z dodatno pesmijo  | Japonska verzija z dodatno pesmijo |
| Št.                                | Naslov                                     | Pisec                              | Producent(i)                        | Dolžina                            |
| ---------------------------------- | ------------------------------------------ | ---------------------------------- | ----------------------------------- | ---------------------------------- |
| 22.                                | „Better Than Today‟ (from Aphrodite, 2010) | Nerina Pallot, Andy Chatterley     | Pallot, Chatterley, Price (dodatno) | 3:25                               |

| Posebna izdaja z dodatnim DVD-jem (videospoti) | Posebna izdaja z dodatnim DVD-jem (videospoti)       | Posebna izdaja z dodatnim DVD-jem (videospoti) |
| Št.                                            | Naslov                                               | Dolžina                                        |
| ---------------------------------------------- | ---------------------------------------------------- | ---------------------------------------------- |
| 1.                                             | „Can't Get You Out of My Head‟                       | 3:47                                           |
| 2.                                             | „Spinning Around‟                                    | 3:27                                           |
| 3.                                             | „I Should Be So Lucky‟                               | 3:24                                           |
| 4.                                             | „Love at First Sight‟                                | 3:56                                           |
| 5.                                             | „In Your Eyes‟                                       | 3:17                                           |
| 6.                                             | „Kids‟ (skupaj z Robbiejem Williamsom)               | 4:46                                           |
| 7.                                             | „Better the Devil You Know‟                          | 3:57                                           |
| 8.                                             | „All the Lovers‟                                     | 3:19                                           |
| 9.                                             | „Give Me Just a Little More Time‟                    | 3:04                                           |
| 10.                                            | „Celebration‟                                        | 4:01                                           |
| 11.                                            | „Slow‟                                               | 3:55                                           |
| 12.                                            | „Red Blooded Woman‟                                  | 4:08                                           |
| 13.                                            | „I Believe in You‟                                   | 3:24                                           |
| 14.                                            | „On a Night Like This‟                               | 4:06                                           |
| 15.                                            | „Confide in Me‟                                      | 5:56                                           |
| 16.                                            | „Get Outta My Way‟                                   | 3:41                                           |
| 17.                                            | „The Loco-Motion‟                                    | 3:16                                           |
| 18.                                            | „Tears on My Pillow‟                                 | 2:28                                           |
| 19.                                            | „Wow‟                                                | 3:09                                           |
| 20.                                            | „In My Arms‟                                         | 3:30                                           |
| 21.                                            | „Better Than Today‟ (Japonski dodatek z videospotom) | 3:26                                           |
| 22.                                            | „Never Too Late‟                                     | 3:22                                           |

## Dosežki
| Lestvica (2012)                                                      | Dosežek |
| -------------------------------------------------------------------- | ------- |
| Argentina (Argentine Chamber of Phonograms and Videograms Producers) | 2       |
| Belgija (Flandrija; Ultratop)                                        | 45      |
| Belgija (Valonija; Ultratop)                                         | 58      |
| Kanada (Canadian Albums Chart)                                       | 66      |
| Češka (International Federation of the Phonographic Industry)        | 22      |
| Francija (Syndicat National de l'Édition Phonographique)             | 69      |
| Nemčija (Media Control Charts)                                       | 85      |
| Irska (Irish Albums Chart)                                           | 22      |
| Italija (Federation of the Italian Music Industry)                   | 49      |
| Japonska (Oricon)                                                    | 76      |
| Mehika (Top 100 Mexico)                                              | 44      |
| Škotska (Scottish Albums Chart)                                      | 10      |
| Španija (Productores de Música de España)                            | 26      |
| Švica (Swiss Music Charts)                                           | 63      |
| Združeno kraljestvo (UK Albums Chart)                                | 11      |
| Združene države Amerike (Billboard Dance/Electronic Albums)          | 13      |

## Zgodovina izidov
| Država                  | Datum          | Založba |
| ----------------------- | -------------- | ------- |
| Nemčija                 | 1. junij 2012  | EMI     |
| Avstralija              | 4. junij 2012  | EMI     |
| Francija                | 4. junij 2012  | EMI     |
| Združeno kraljestvo     | 4. junij 2012  | EMI     |
| Italija                 | 5. junij 2012  | EMI     |
| Japonska                | 13. junij 2012 | EMI     |
| Združene države Amerike | 19. junij 2012 | EMI     |